# Larvik
Larvik là một thành phố và đô thị ở hạt Vestfold, Na Uy. Trung tâm hành chính của đô thị là thành phố Larvik. Larvik kommune - có khoảng 41 364 người dân và diện tích 530 km2.
Thành phố Larvik được thành lập như là một đô thị ngày 1 tháng 1 năm 1838 (xem formannskapsdistrikt). Thành phố Stavern và các đô thị nông thôn của Brunlanes, Hedrum, và Tjølling đã được sáp nhập vào đô thị Larvik ngày 01 tháng 1 năm 1988.
Larvik có một tuyến phà hàng ngày đến thị trấn Hirtshals ở Đan Mạch.